# Opi Estacià
Opi Estacià (en llatí: Oppius Statianus) va ser un militar romà del segle i aC. Formava part de la gens Òpia, una gens romana d'origen plebeu.
Va ser legat de Marc Antoni en la seva desgraciada campanya contra els parts l'any 36 aC. Quan Marc Antoni es va avançar per assetjar Fraata, va deixar a Opi amb dues legions i l'equipatge perquè el seguís al darrere, però Opi va ser sorprès per l'enemic i ell i els seus homes van ser aniquilats.